# Twin Pulse
Twin Pulse is de naam, die door het motorfietsmerk Ducati aan de “Big Bang”-versie van de Ducati Desmosedici MotoGP wegracer voor 2003 werd gegeven. 
Bij deze machine krijgen twee naast elkaar liggende cilinders gelijktijdig ontsteking. De motor met "normale" ontstekingsintervallen heet Four Pulse.